# Егоров, Михаил Артёмович
Михаил Артёмович Егоров (1916—1964) — старший сержант Рабоче-крестьянской Красной Армии, участник Великой Отечественной войны, Герой Советского Союза (1944).

## Биография
Михаил Егоров родился в 1916 году в селе Конецполье (ныне — Барятинский район Калужской области). Получил неполное среднее образование. С 1932 года проживал и работал в селе Николаевка Михайловского района Приморского края. В феврале 1943 года Егоров был призван на службу в Рабоче-крестьянскую Красную Армию. Принимал участие в боях на Волховском, Степном и 2-м Украинском фронтах. Участвовал в прорыве блокады Ленинграда, освобождении Украинской и Молдавской ССР. К марту 1944 года старший сержант Михаил Егоров был помощником командира взвода пешей разведки 861-го стрелкового полка 294-й стрелковой дивизии 52-й армии 2-го Украинского фронта. Отличился во время освобождения Черкасской области Украинской ССР.
5 марта 1944 года в районе села Рыжановка Звенигородского района вместе с группой бойцов Егоров отбил две немецкие контратаки. 9 марта, находясь в разведке в районе Умани, Егоров лично уничтожив бронетранспортёр, подавил огонь трёх пулемётных точек, забросал гранатами вражеский штаб и захватил важные документы. В ночь с 27 на 28 марта в районе села Петрешты Унгенского района Молдавской ССР Егоров принял активное участие в отражении трёх вражеских контратак.
Указом Президиума Верховного Совета СССР от 13 сентября 1944 года за «образцовое выполнение боевых заданий командования на фронте борьбы с немецкими захватчиками и проявленные при этом мужество и героизм» старший сержант Михаил Егоров был удостоен высокого звания Героя Советского Союза с вручением ордена Ленина и медали «Золотая Звезда» за номером 8814.
В конце 1944 года Егоров был демобилизован по ранению. Проживал на станции Барятино Калужской области, работал начальником строительной конторы. Позднее переехал на Украину, восстанавливал разрушенные войной Днепродзержинск и Харьков. С 1958 года работал на стройках в Средней Азии. Позднее вернулся в Харьков, где умер в 1964 году.
Был также награждён орденом Славы 3-й степени и рядом медалей.